# 箕面萱野站
箕面萱野站（日语：／ Minoh-kayano eki */?）是位於大阪府箕面市西宿1丁目，北大阪急行電鐵南北線的鐵路車站。

## 歷史

### 年表

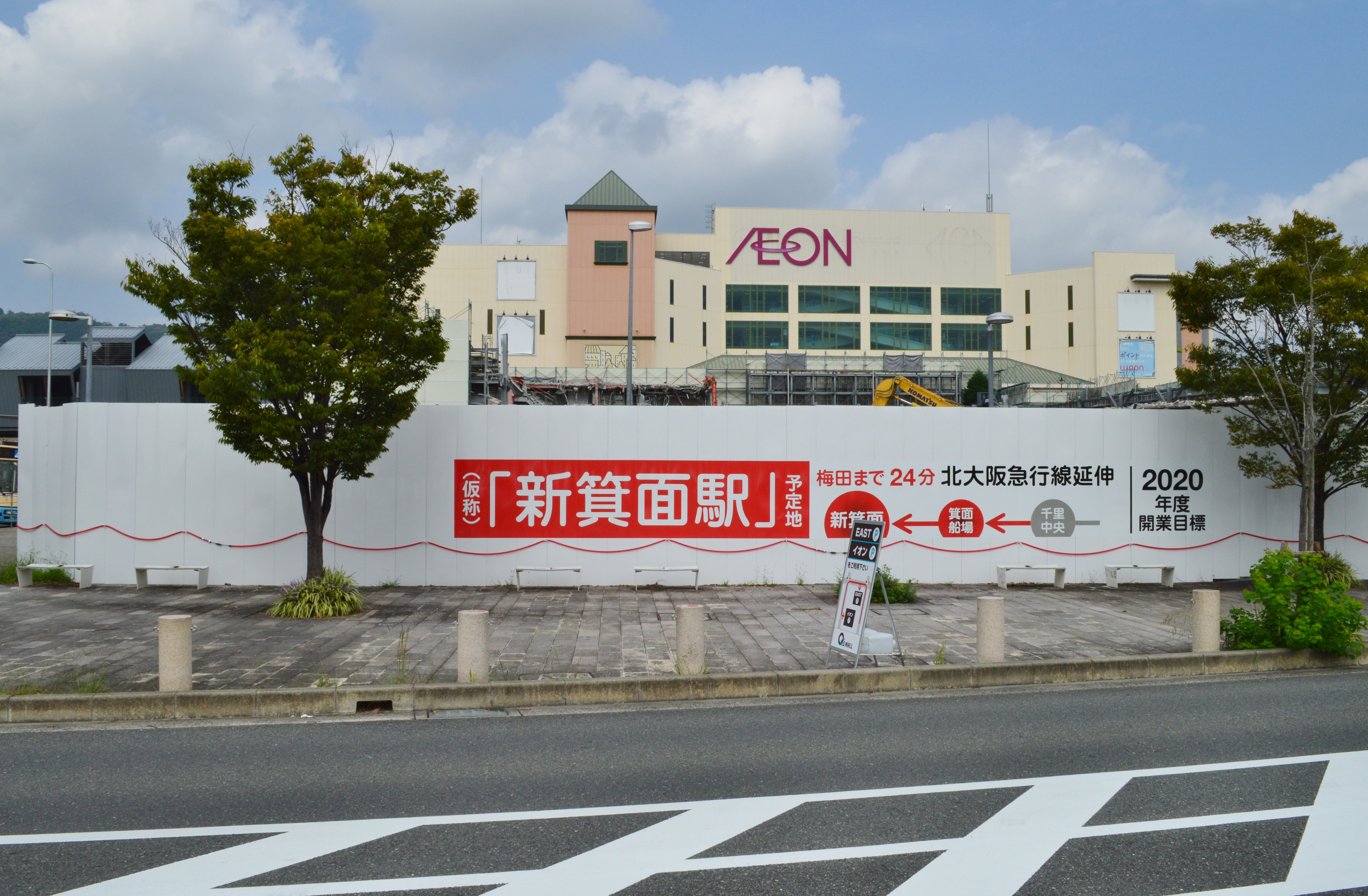
暫名為「新箕面站」的施工展板
（2016年10月）

- 2010年（平成22年）1月15日：箕面市、北大阪急行、大阪府和阪急電鐵4者結成「北大阪急行線延伸檢討委員會」。制定建設千里中央站至新箕面站（暫名）之間的計畫草案，並預計在2018年（平成30年）開通。當時此站的暫名為「新箕面站」[2]。
- 2012年（平成24年）3月：箕面市、北大阪急行、大阪府和阪急電鉄4者共同簽署「關於北大阪急行線延伸的專案調查備忘錄」。開始活用社會資本發展綜合補助金以進行正式項目研究[3]。
- 2014年（平成26年）3月31日：關於延伸項目的費用負擔比，箕面市、北大阪急行、大阪府和阪急電鐵4者達成基本共識。在建設費600億日圓中，箕面市負責160億、北急負責80億、國家負責260億、大阪府負責100億日圓。車輛購入費50億日圓方面，箕面市和國家各分擔一半。另外，大阪府向南海電鐵出售第三部門「大阪府都市開發」（泉北高速鐵道），以獲得750億日圓作為負擔費用[4][5]。
- 2017年（平成29年）1月19日：箕面市長倉田和大阪府知事松井一郎出席南北線延伸動工儀式。倉田表示「以御堂筋線的力量打造美好城市為目標」[6]。
- 2018年（平成30年）
  - 6月5日：在車站名稱候選方案中，決定選擇「箕面萱野站」[7][8]。
  - 7月24日：正式決定站名[9]。
- 2019年（令和元年）5月7日：箕面市和北大阪急行電鐵共同發表，千里中央至箕面萱野之間的預計開通年度從2020年度改為2023年度[10]。
- 2022年（令和4年）8月25日：發表啟用時期為2023年度尾（令和5年度尾）[11]（後來在2023年8月23日的新聞稿中發布啟用日期[1]）。
- 2024年（令和6年）3月23日：車站啟用[1]。

## 車站構造
此站是一座高架車站，設有1面2線的島式月台。在月台上設有月台閘門和候車室。
車站出口直接連接萱野Q's MALL。在車站啟用時，鄰接的巴士總站也啟用。

### 月台
| 月台 | 路線   | 方向         |
| ---- | ------ | ------------ |
| 1·2  | 南北線 | 中百舌鳥方向 |

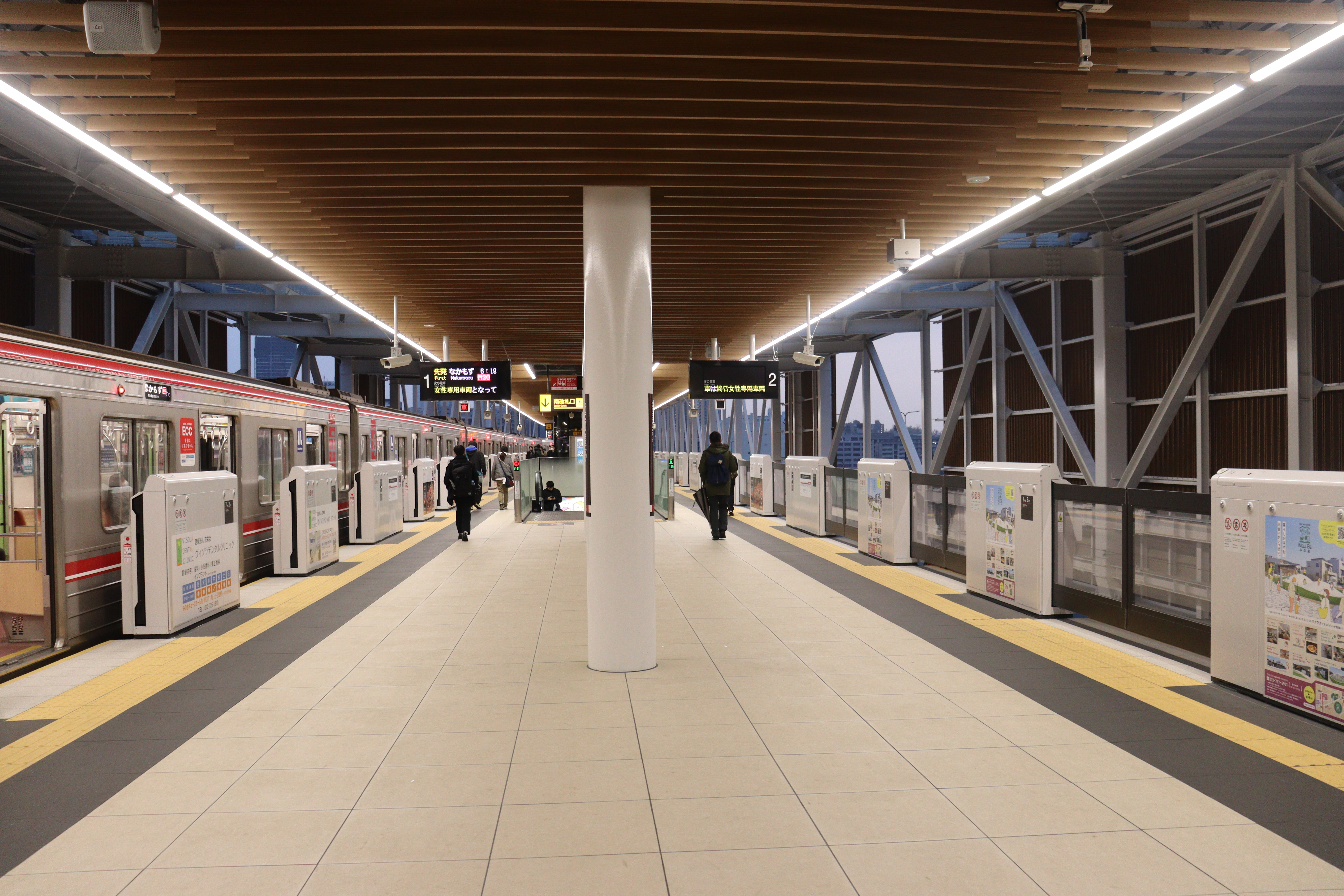
月台(2024年3月)
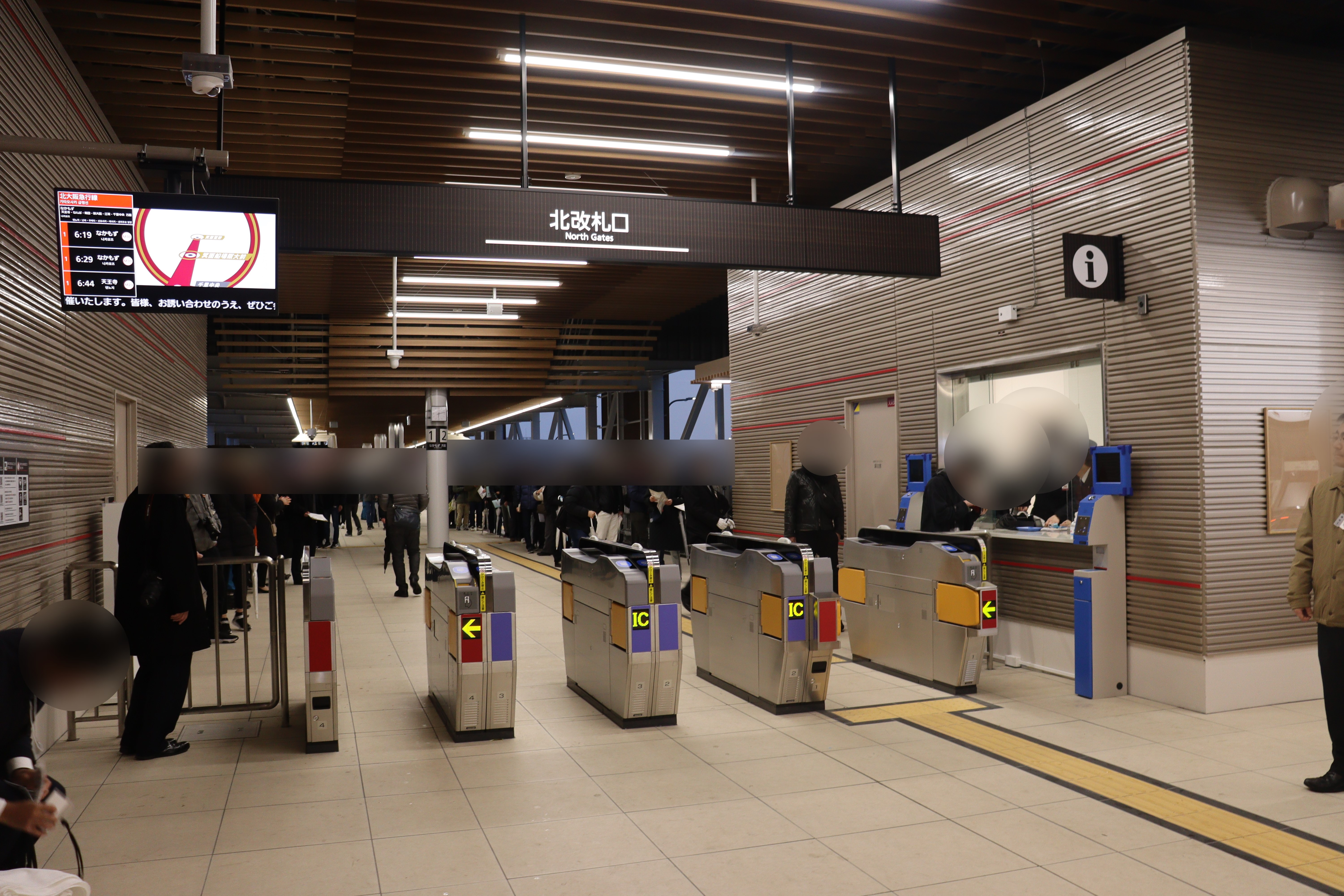
北檢票口(2024年3月)
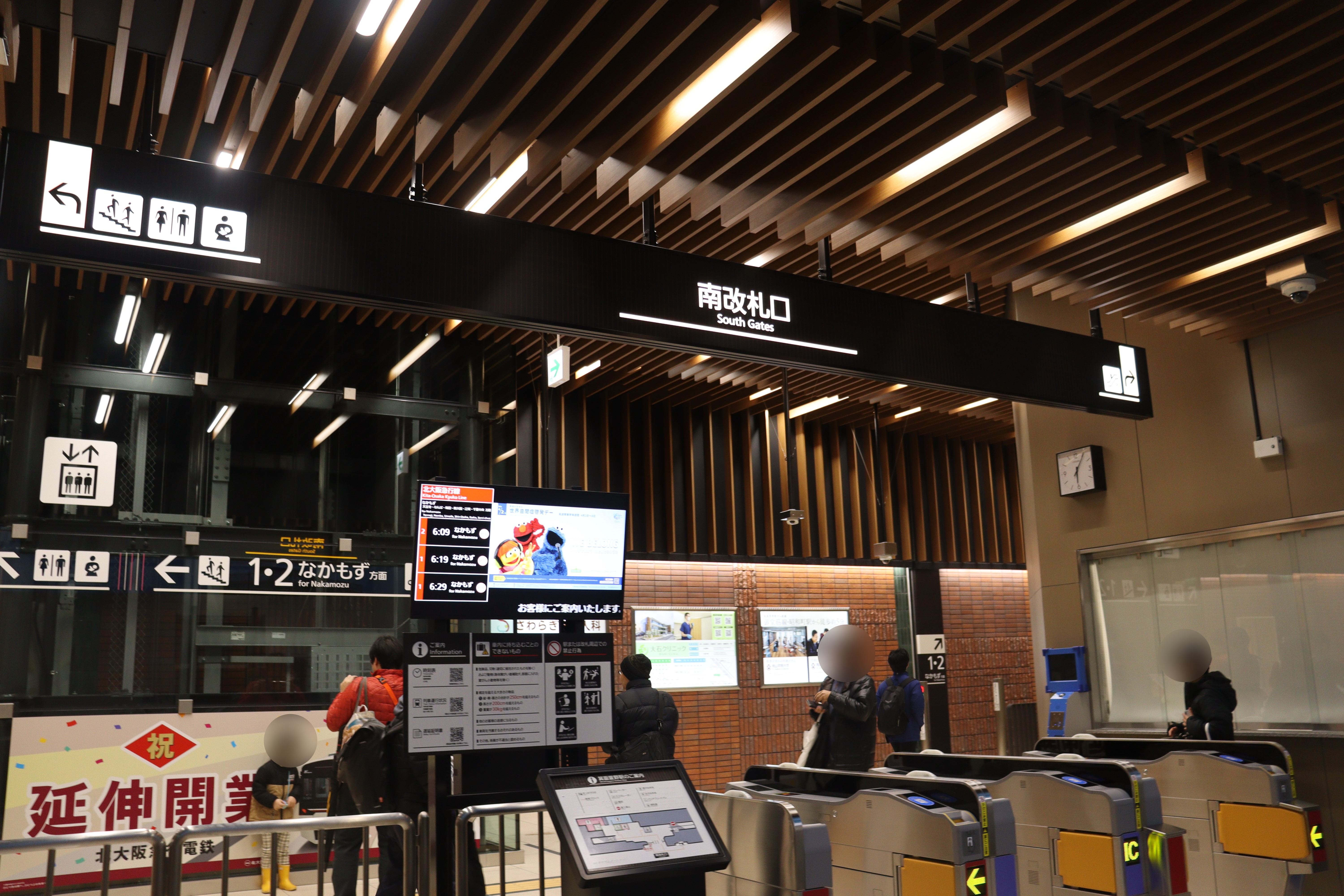
南檢票口(2024年3月)

## 車站周邊

### 主要設施
公共設施
- 箕面市立醫院（日语：箕面市立病院）
- 箕面市立萱野小學（日语：箕面市立萱野小学校）

商業設施
- 萱野Q's MALL（日语：みのおキューズモール）
- ABC住房（日语：ABCハウジング）Well-Being萱野 - 2023年3月26日啟用[13]

## 巴士路線
在車站啟用時，車站東邊也開設巴士迴旋路。阪急巴士各路線都於該處到發。巴士站名稱為「箕面萱野站」。
部分路線在此巴士總站啟用前都以千里中央作為起終點站。隨著此站啟用而遷移至此站。另外，為了加強箕面市內東西方向的巴士路線，新增了粟生萱野線（此站至外院之里·小野原方向）和箕面小野原線（小野原東至此站至吳羽之里）兩條巴士線。
在一般巴士路線月台中，所有月台各自再分為A、B乘車隊列。4、5號月台為社區巴士橙柚子巴士的月台。
每個巴士站附近都安裝了資訊顯示器。
落客站是在車站西邊的國道上。原本該處的巴士站名稱為「萱野中央」，該巴士站原本的路線均前往千里中央。
| 月台 | 路線名稱         | 營運公司 | 系統·方向                            | 備註                                                                                      | 隊列 |
| ---- | ---------------- | -------- | ------------------------------------ | ----------------------------------------------------------------------------------------- | ---- |
| 1    | 箕面小野原線     | 石橋     | 181系統：小野原東                    |                                                                                           | A    |
| 1    | 箕面小野原線     | 石橋     | 181系統：吳羽之里方向                | 下午2時時段前先途經新稻，下午3時時段後先途經櫻丘。最後2班途經櫻丘，並以吳羽之里為終點站。 | B    |
| 2    | 彩都線           | 茨木     | 21系統：彩都粟生北、彩都西站方向     | 最後2班以彩都淺城三丁目為終點站。                                               | A    |
| 2    | 彩都線           | 茨木     | 22系統：粟生團地、彩都西站方向       | 最後1班以彩都粟生北二丁目為終點站。                                                       | A    |
| 2    | 彩都線           | 茨木     | 23系統：彩都西站                     | 日間只有3班由豐能管轄                                                                     | A    |
| 2    | 北大阪Neopolis線 | 豐能     | 24系統：余野（東能勢中）             | 經彩都粟生南、彩都西站                                                                    | B    |
| 2    | 北大阪Neopolis線 | 豐能     | 27系統：希望丘四丁目                 | 經箕面隧道。平日黃昏後只有5班                                                             | B    |
| 3    | 粟生萱野線       | 茨木     | 31系統：外院之里方向/小野原          | 黃昏部分班次為循環線。其他班次以小野原為終點站。                                          | A    |
| 3    | 箕面山麓線       | 茨木     | 36系統：間谷住宅/粟生團地            | 平日黃昏以後班次以粟生團地為終點站。                                                      | B    |
| 6    | 箕面森町線       | 豐能     | 1系統：森町中央公園/箕面森町地區中心 | 由箕面森町出張所管轄。設有深夜巴士班次。                                                  | A    |
| 6    | 豐能西線         | 豐能     | 9系統：新光風台                      | 由箕面森町出張所管轄。每日6班。                                                           | B    |
| 6    | 粟生團地線       | 豐能     | 29系統：北攝靈園/希望丘四丁目        | 特急班次在粟生間谷西四丁目前不停站。星期六及假日班次以北攝靈園為終點站。                  | B    |
| 6    | 粟生團地線       | 豐能     | 30系統：勝尾寺                       | 中途不停站直達勝尾寺                                                                      | B    |
| 7    |                  | 茨木     | 21、23、36系統：阪急箕面站           |                                                                                           | A    |
| 7    | 如意谷線         | 豐能     | 85系統：Luminous箕面之森方向         |                                                                                           | B    |

另外，在車站南邊路口處設有途經國道171號的石橋線（阪急茨木市站、JR茨木站 - 阪急石橋阪大前站）。在鄰近此站的「萱野小學校前」巴士站改名為「箕面萱野站南」。

## 相鄰車站
北大阪急行電鐵
□南北線 
箕面萱野（M06）－箕面船場阪大前（M07）
- （）內為車站編號。

## 注腳
1. 1 2 3   (PDF) (新闻稿). 北大阪急行電鉄株式会社. 2023-08-23  [2024-03-27]. （原始内容存档 (PDF)于2024-02-17） （日语）.
2. ↑  平成30年に北大阪急行線延伸をめざしています（2010年2月1日 箕面市報道資料）（存档于2023年5月12日） - 国立国会图书馆Web Archiving Project
3. ↑  北急延伸 現地調査・基本設計に着手！ （页面存档备份，存于）（日語） - 箕面市部長ブログ（地域創造部長）2012年5月24日
4. ↑  產經新聞朝刊2014年3月28日「北急延伸　３１日に調印　大阪府など４者　開業目標３２年度」
5. ↑  產經新聞朝刊2014年4月1日「北大阪急行延伸 4者が基本合意　費用負担割合など」
6. ↑  產經新聞夕刊2017年1月19日「地下鉄御堂筋線、箕面直通へ起工　北大阪急行延伸」
7. ↑   (PDF) (新闻稿). 箕面市. 2018-06-05  [2021-01-10]. （原始内容 (PDF)存档于2021-01-09） （日语）.
8. ↑  永井啓吾. . 朝日新聞 (朝日新聞社). 2018-06-08: 朝刊 大阪市内版 （日语）.
9. ↑   (PDF) (新闻稿). 北大阪急行電鉄／箕面市. 2018-07-24  [2022-08-26]. （原始内容 (PDF)存档于2020-09-27） （日语）. 工事等も順調に進んでいることから、この度、北大阪急行電鉄南北線延伸線の開業時期を『2023年度末（令和5年度末）』としたことを、お知らせします。
10. ↑   (PDF) (新闻稿). 箕面市／北大阪急行電鉄. 2019-05-07  [2021-01-10]. （原始内容 (PDF)存档于2020-09-27） （日语）.
11. ↑   (PDF) (新闻稿). 箕面市. 2022年8月25日. （原始内容存档 (PDF)于2022年9月19日） （日语）. 工事等も順調に進んでいることから、この度、北大阪急行電鉄南北線延伸線の開業時期を『2023 年度末（令和5年度末）』としたことを、お知らせします。
12. ↑  . 北大阪急行電鉄.   [2024-03-23]. （原始内容存档于2024-09-19） （日语）.
13. ↑  "住まいと暮らしのテーマパーク「ABC ハウジング ウェルビーみのお」2023年3月26日（日）グランドオープン" （页面存档备份，存于）（日語）, ABC開發,(2022年10月7日)
14. 1 2 3  . 阪急バス. 2024-01-23  [2024-01-24]. （原始内容存档于2024-06-20） （日语）.
15. ↑  . 日経電子版 (日本經濟新聞社). 2024-01-23  [2024-01-24]. （原始内容存档于2024-05-22） （日语）.

## 相關項目
- 日本鐵路車站列表 Mi
- 萱野三平舊邸（日语：萱野三平旧邸）
- 萱野重實（日语：萱野重実）

## 外部連結
- 箕面萱野站 （页面存档备份，存于）（日語） - 北大阪急行電鐵
- 北大阪急行線延伸檢討委員會（平成20、21年度）／箕面市 （页面存档备份，存于）（日語）